# Кильбургвайлер
Кильбургвайлер (нім. Kyllburgweiler) — громада в Німеччині, розташована в землі Рейнланд-Пфальц. Входить до складу району Бітбург-Прюм. Складова частина об'єднання громад Бітбургер-Ланд.
Площа — 7,26 км2. Населення становить 101 ос. (станом на 31 грудня 2020).